# Principios de Kerckhoffs

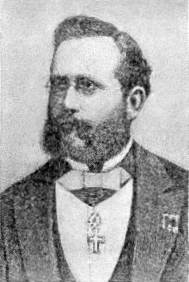
Auguste Kerckhoffs, criptógrafo holandés del siglo XIX

En criptografía, los seis principios de Kerckhoffs relativos a las propiedades deseables de un sistema criptográfico son:
1. Si el sistema no es teóricamente irrompible, al menos debe serlo en la práctica.
2. La efectividad del sistema no debe depender de que su diseño permanezca en secreto.
3. La clave debe ser fácilmente memorizable de manera que no haya que recurrir a notas escritas.
4. Los criptogramas deberán dar resultados alfanuméricos.
5. El sistema debe ser operable por una única persona.
6. El sistema debe ser fácil de utilizar.

Fueron enunciados por Auguste Kerckhoffs en 1883.
Por antonomasia, el segundo de ellos recibe el nombre de principio de Kerckhoffs. Según dicho principio, la seguridad del sistema debe recaer en la seguridad de la clave, debiéndose suponer conocidos el resto de los parámetros del sistema criptográfico. El principio fue reformulado, posiblemente de modo independiente, por Claude Shannon: el adversario conoce el sistema. Bajo tal formulación se lo conoce como la máxima de Shannon y es el principio más comúnmente adoptado por los criptólogos en oposición a la llamada seguridad a través de la oscuridad.